# Pachyparia dimorpha
Pachyparia dimorpha är en insektsart som beskrevs av Loginova 1967. Pachyparia dimorpha ingår i släktet Pachyparia och familjen rundbladloppor. Inga underarter finns listade i Catalogue of Life.